# 高性能计算
高性能计算（英語：High-performance computing，縮寫：HPC）是指研究人員使用超级计算机和计算机集群来解决一系列问题。高性能计算擁有更快的计算速度、更大的负载能力和更高的可靠性。高性能計算的每一個单一处理器的计算性都應該足夠強勁，並且還需要集成多個处理器，這些多个处理器构成一个计算机系统，並且多處理器之間還要协同分布式计算、并行计算。